# 94 Avrora
94 Aurora (mednarodno ime je tudi 94 Aurora) je zelo temen in velik asteroid tipa CP (kombinacija C in P po Tholenu) v glavnem asteroidnem pasu. 

## Odkritje
Asteroid je odkril James Craig Watson (1830 – 1880) 6. septembra 1867.. Asteroid je poimenovan po Aurori, boginji zarje v rimski mitologiji.

## Lastnosti
Asteroid Aurora obkroži Sonce v 5,61 letih. Njegova tirnica ima izsrednost 0,087, nagnjena pa je za 7,966° proti ekliptiki. Njegov premer je 204,9 km, okrog svoje osi pa se zavrti v 7,22 urah 

Albedo asteroida je 0,04, kar pomeni, da je temnejši od saj. Na površini ima verjetno preproste ogljikove spojine. 

## Okultacije
12. oktobra 2001 so opazovali asteroidovo okultacijo s temno zvezdo. Opazili so, da ima asteroid ovalno obliko.